# Constantin Anatol
Constantin Anatol (în ebraică קונסטנטין אנטול, numele la naștere: Ludwig Friedmann; n. 28 martie 1921, Sibiu, România – d. 10 iulie 2019, Haifa, Israel) a fost un actor și regizor român și israelian, evreu originar din Transilvania. A fost, între altele, în 1944 fondator al Teatrului Popular din Sibiu, apoi în 1946, unul din fondatorii Teatrului Secuiesc din Târgu Mureș, precursor al Teatrului Național din acest oraș.

## Copilăria și tinerețea
Constantin Anatol s-a născut în 1921 la Sibiu, în România, sub numele Ludwig Friedman. Părinții săi, Hermann Friedman și soția lui, Hanna, aveau un magazin de pantofi. La ceremonia de Brit Milá copilul a primit numele ebraic Arie Ben Tzvi. Mediul poliglot de la Sibiu i-a înlesnit lui Anatol viitoarea carieră multiculturală. 
La vârsta de 11 ani a plecat la Timișoara, unde a urmat ca elev de internat Liceul Israelit din Timișoara. Din copilărie a fost un iubitor al lecturii și a dovedit înclinații artistice. Pe scena liceului a montat o piesă originală, „Moise”, în cinci acte, a cărei muzică de scenă a scris-o colegul și viitorul dirijor și compozitor László Roth. După 1940 când studenți de la Universitatea din Cluj, aflată pe atunci în exil la Sibiu, au făcut repetiții pentru un spectacol și i-au ascultat părerea, au fost atât de impresionați de răspuns, încât l-au invitat să preia sarcina regiei. Cu aceasta a început practica sa de actor-regizor. S-a prezentat la concursul de admitere la Institutul pentru studenți evrei înființat la București în anii legilor rasiale și era să fie acceptat, după ce a recitat o poezie de Ion Minulescu, dar părinții săi care erau ostili ideii unei cariere de teatru, s-au împotrivit plecării sale la București. În cele din urmă Anatol a învățat meseria actoriei și a regiei fără a avea studii formale.
După căderea regimului antonescian a fost numit în fruntea Teatrului Popular din Sibiu, pe care l-a înjghebat din amatori, muncitori și studenți aflați în oraș.
În 1945 a plecat la București unde a beneficiat de sprijinul și îndrumarea Dinei Cocea.

## Activitatea artistică în România
Cu concursul Dinei Cocea, în 1945 Anatol a fost primit ca actor și referent literar la „Teatrul nostru” pe care ea îl conducea la București, apoi a jucat la Teatrul modern al lui Puiu Maximilian. În acea perioadă a învățat multe de la regizorul și dramaturgul Victor Ion Popa. În cele din urmă a plecat la Târgu Mureș, unde a jucat în limba maghiară la Teatrul secuiesc, care luase ființă în 1946 (actuala secție maghiară a Teatrului Național din Târgu Mureș). La Târgu Mureș i-a fost mentor Miklós Tompa, care era în acea vreme directorul teatrului.
În anii 1952-1964 Anatol a activat ca actor și regizor la Teatrul Național din Cluj, fiind concomitent și asistent la Institutul local de teatru. 
A jucat și regizat de asemenea la Teatrul Maghiar de Stat din Cluj. După mărturia sa, a avut în acei ani o cooperare fructoasă cu Eugen Jeleapov, care în anii 1950-1952 era directorul Teatrului Național, de asemenea cu renumita actriță, regizoare și profesoară Marietta Sadova. 
Între studenții săi la Cluj se pot menționa actorii Aurel Giurumia, Alex. Munte, Teofil Vâlcu și Gheorghe Leahu.
Întors la Timișoara, în anii 1964-1969 a desfășurat o bogată activitate actoricească și regizorală în cadrul celor trei teatre din oraș: român, german și maghiar. 
Între 1969-1980 a lucrat iarăși la Târgu Mureș, la Teatrul Național în limba română și la sectia maghiară a acestuia.
S-a distins în roluri precum Hamlet, Miroiu din „Steaua fără nume” de Mihail Sebastian, Higgins în „Pygmalion” de G.B.Shaw  
Manuel B Manuel în „Insula” de Mihail Sebastian, Edgar în „Play Strindberg” de Friedrich Dürrenmatt
Constantin Anatol a jucat și în filme ca de pildă în rolul lui David din coproducția italo-română Baltagul, în rolul Géza Baradla în filmul maghiar al lui Zoltan Fábri „O zi în plus, o zi în  minus” (Plusz minusz egy nap), mai târziu rolurile principale din două filme ale regizorului maghiar din Ungaria, András Ferenc „Veri az ördög a feleségét” (Dracul își bate nevasta) (1973) și „Vadon” (1989).
”

## Activitatea artistică în Israel
În 1980 Constantin Anatol s-a stabilit în Israel, unde plecaseră părinții săi încă în 1950. După ce și-a perfecționat limba ebraică, a regizat spectacole la Teatrul din Haifa, de asemenea a jucat în mai multe piese pe scena Teatrelor din Haifa și Beer Sheva. În 1983 a jucat rolul frizerului militar în coproducția comică cinematografică israelo-germană „Sapihes” (Caisă) 
și rolul lui Kesler din coproducția israelo-americană „Minotaur” (după cartea lui Binyamin Tamuz)
După Revoluția din România din 1989, Anatol a efectuat în 1997 ca actor și regizor, un turneu care s-a bucurat de mare succes în România, a Teatrul  Național din Târgu Mures, în română și maghiară, de asemenea la București și în alte localități.
În 55 ani de carieră artistică, Constantin Anatol a regizat peste 100 spectacole în diverse teatre din România, Iugoslavia și Israel. De asemenea a jucat în peste 100 de roluri în patru limbi: română, maghiară, germană și ebraică.
Anatol a mai și tradus piese de teatru, a scris un monolog dramatic Creioane colorate, jucat la Ierusalim, precum și cartea autobiografică „Vânător de fluturi, cronică romanțată despre oameni, teatru si... nu numai”  
El a fost căsătorit cu Judith Thierfeld, cu care a avut 2 copii, Ada și Gavriel, 3 nepoți și 4 strănepoți.

## Roluri in teatru (selecție)
- Hlestakov în „Revizorul” de Gogol
- Actorul în „Azilul de noapte” de Gorki
- Higgins în Pygmalion de Shaw - La Teatrul Național din Cluj, alături de Ileana Ploscaru
- Hamlet în Hamlet de Shakespeare
- Sándor în  „Înainte de potop”  de Nagy István
- Miroiu în „Steaua făra nume” de Mihail Sebastian
- Manuel B Manuel în „Insula” de  Mihail Sebastian
- Edgar în „Play Strindberg” de Dürrenmatt
- Omul în robă din „O asemenea dragoste” de Pavel Kohout, la Teatrul Național din Târgu Mureș
- în „Pogoară iarna” de Maxwell Anderson, la Teatrul Național din Târgu Mureș
- Malvolio în „Romeo și Julieta” la Teatrul german din Timișoara
- monodrama „Hotel Siberia” de Felix Mitterer, în Israel, la Teatrul din Haifa, și ca oaspete la Teatrul Național din Târgu Mureș, la București  1997 - rol jucat în ebraică, romană și maghiară

La Teatrul municipal Haifa:
- Bunicul Antonio în „Sâmbătă, duminică, luni” de Eduardo De Filippo - 1991
- Guvernatorul în „Cercul de cretă caucazian” de Bertolt Brecht
- Colonelul Trilețki în „Platonov” de Cehov
- Leopold, tatăl lui Otto Wieninger în „Nefesh yehudi” („Suflet de evreu”) de Yehoshua Sobol - 1982
- în „Discuții cu tata” - de Herb Gardner - 1994
- în „Bubá” („Păpușa”) de Hillel Mittelpunkt - 1982
- în „Asistentul” după Bernard Malamud

La Teatrul din Beer Sheva:
- dr.Evgheni Sergheevici Dorn - în „Pescărușul” de Cehov
- Werle în „Rața sălbatică” de Ibsen
- Aune în „Stâlpii societății” de Ibsen
- în "Pe el și pe fiul său  - Oto vet bno - de I.D.Berkowicz - 1986, versiune de Shmuel Hasfari
- în piesa „Omul elefant” de Bernard Pomerance
- în „O chestiune de geografie” de John Berger și Nella Bielski
- în „Comedianții” de Neil Simon
- în „Un cor de dezaprobare” de Alan Ayckbourn
- în „Îmblânzirea scorpiei” de Shakespeare

La Teatrul Khan din Ierusalim
- în „Haisha hagdola meahalomot”- „Femeia mai mare decât visele” de Shimon Levi 1989

## Spectacole in regia lui (selecție)
- „Viața nouă” de Anton Makarenko, la Teatrul Național din Cluj , 1953
- „Sfârșitul escadrei” de Aleksandr Korneiciuk, cu Mihai Raicu, la Teatrul Național din Cluj, 1954
- „Ultima oră” de Mihail Sebastian,la Teatrul Național din Cluj , 1954
- „Nopțile tăcerii” de Teofil Bușecan la Teatrul Național din Cluj , 1954
- Pygmalion de G.B.Shaw, cu Aurelian Gheorghe, la Teatrul Național din Cluj , 1955
- „Nota zero la purtare” de Octavian Sava și Virgil Stoenescu, la Teatrul Național din Cluj , 1956
- „Ziariștii” de Alexandru Mirodan, Teatrul Național din Cluj , 1957
- „Arborele genealogic” de Lucia Demetrius la Teatrul Național din Cluj , 1957
- „Otello” de Shakespeare
- „Hamlet”  de Shakespeare, cu Miron Nicolescu, Teatrul Național din Cluj , 1960
- „Dialog în parc” de Teofil Bușecan, Teatrul Național din Cluj , 1959
- „Váratlan vendég” (Inspectorul de poliție = An Inspector Calls) de John Boynton Priestley
- „Azilul de noapte” de Maxim Gorki Teatrul Național din Cluj , 1959
- Aristocrații de Nikolai Pogodin, Teatrul Național din Cluj , 1959
- „Scrisori de dragoste” de Virgil Stoenescu, Teatrul Național din Cluj , 1960
- „Surorile Boga” de Horia Lovinescu, Teatrul Național din Cluj , 1960
- „A fizikusok”  (Fizicienii) de Friedrich Dürrenmatt
- „Puntila úr és szolgája, Matti” (Domnul Puntilla și sluga sa Matti)  de Bertolt Brecht la Teatrul maghiar de stat din Cluj, 1964, Teatrul municipal  din Haifa 1981)
- „Olasz szalmakalap” (Pălăria de pai florentină) de Eugène Labiche
- „Pădurea impietrită” de Robert Sherwood la Teatrul Național din Timișoara
- „Romulus cel Mare” de Dürrenmatt, la Teatrul Național din Timișoara
- Discipolul diavolului" de G.B.Shaw, la Teatrul Național din Cluj
- „Când înfloresc migdalii”  de Angela Niculescu Plati, după romanul lui Marina Sereni, „Zilele vieții noastre”
- „Prima intâlnire” de Tatiana Sâtina
- „Citadela sfărâmată” de Horia Lovinescu la Teatrul Național din Cluj, 1963
- „Febre sau Moartea unui artist” de Horia Lovinescu
- „Maiorul Barbara” de G.B.Shaw
- „Evantaiul unei lady” de Oscar Wilde (Teatrul Național „Mihai Eminescu” din Timișoara, 1975);„ Lady Windermere legjezője"  (Teatrul „Tompa Miklós” la Târgu Mures, 1971)
- „Pogoară iarna” de Maxwell Anderson, la Teatrul Național Târgu Mureș, 1973-1974
- „Piatra la rinichi” de Paul Everac la Teatrul Național Târgu Mureș, 1977-1978
- „Sinucigașul” de Nikolai Erdman la Teatrul Național Târgu Mureș, 1979-1980
- „O asemenea dragoste” de Pavel Kohout, la Compania Liviu Rebreanu a Teatrului Național Târgu Mureș
- „Totul în grădină” de Edward Albee la Compania Liviu Rebreanu a Teatrului Național Târgu Mureș
- „Jocuri in curtea din spate” de Edna Mazia la Compania Tompa Miklós a Teatrului Național din Târgu Mureș

## Filmografie
- 1969 Baltagul - David
- 1972- rolul principal, Baradla Géza, în „Plusz-mínusz egy nap” (O zi în plus, o zi în minus”) (Ungaria) film TV - nominalizat pentru premiul de interpretare masculină la Festivalul de film de la San Sebastian
- 1977- Vetró Géza în  „Veri az ördög a feleségét”  (Ungaria)
- 1983  frizerul militar în „Sapihes” (Eskimo Limon 4) (Israel, Germania) in regia lui Boaz Davidson
- 1985  Listofski în „Akivernites polities” (Ακυβέρνητες Πολιτείες - „Orașe în derivă”) (Grecia), serial TV în regia lui Rovinos Manthoulis. după romanul lui Stratis Tsirkas
- 1988 - „Misshakim bahoref” (Jocuri de iarnă) (Israel)
- - episodul I, „Yom Hamazal shel David” (Ziua norocoasă a lui David) din serialul „Sipurim lishat layla meuheret” (Povești pentru noaptea târziu) (Israel), alături de Arnon Tzadok, în regia lui Miki Behagen
- 1989- generalul Kayatz  în  „Vadon”  (Ungaria)în regia lui Ferenc András și György Ordódy
- 1994  rabinul Freudiger în serialul documentar TV „Procesul Kastner” (Israel)
- 1999  Kessler în  „Minotaur” (Israel-Statele Unite)
- 2003  „Sipurey beit kafe” (Povestiri de cafenea) (Israel)
- 2006  Avraham, tatăl lui Itzhak, în filmul „Hadvarim shemeahorey hashemesh” („Things Behind The Sun” Israel) în regia lui Yuval Shafferman
- 2010 Iubire și onoare - tatăl lui Matei (România)

## Piese de teatru
- monologul „Creioane colorate” 1986, Teatrul Beer Sheva

## Traduceri
în românește:
- „Convertirea căpitanului Brassbound” de G.B.Shaw, 1970

## Cărți
- autobiografie Vânătorul de fluturi - 2003